# Mirage
Mirage je stjenoviti otok dug oko 500 metara. Leži 600 metara zapadno od rta Cape Mousse na obali Antarktike. Ucrtala ga je 1950. Francuska antarktička ekspedicija i tako ga je nazvala jer su se u blizini otoka često opažale miraž.